# België op het Eurovisiesongfestival 1964
België nam deel aan het Eurovisiesongfestival 1964 in Kopenhagen, Denemarken. Het was de 9de deelname van het land op het Eurovisiesongfestival. Robert Cogoi werd intern gekozen om het land te vertegenwoordigen. De RTB was verantwoordelijk voor de Belgische bijdrage voor de editie van 1964.

## Selectieprocedure
Voor de eerste maal in de geschiedenis werd de Belgische kandidaat niet in een open finale gekozen. De RTB koos intern voor de op dat moment in Wallonië erg geliefde Robert Cogoi. Met het nummer Près de ma rivière zou hij België gaan vertegenwoordigen op het Eurovisiesongfestival in Kopenhagen.

## In Kopenhagen
België trad op als 15de deelnemer van de avond, na Zwitserland en voor Spanje. Aan het einde van de avond stond België op een gedeelde tiende plaats, met twee punten. De punten kwamen uit Monaco en Portugal. Robert Cogoi trad pas na enige vertraging op, want meteen na het einde van het Zwitserse lied kwam een groep demonstranten het podium opgestormd met een spandoek met daarop Boycott Franco en Salazar, doelend op de toenmalige dictators van Spanje en Portugal. Waarschijnlijk wilden de demonstranten het optreden van de Spaanse kandidaat verhinderen, niet wetend dat eerst België nog aan de beurt was.